# Kraftsolms
Kraftsolms ist ein Ortsteil der mittelhessischen Gemeinde Waldsolms im südlichen Lahn-Dill-Kreis.

## Geografie

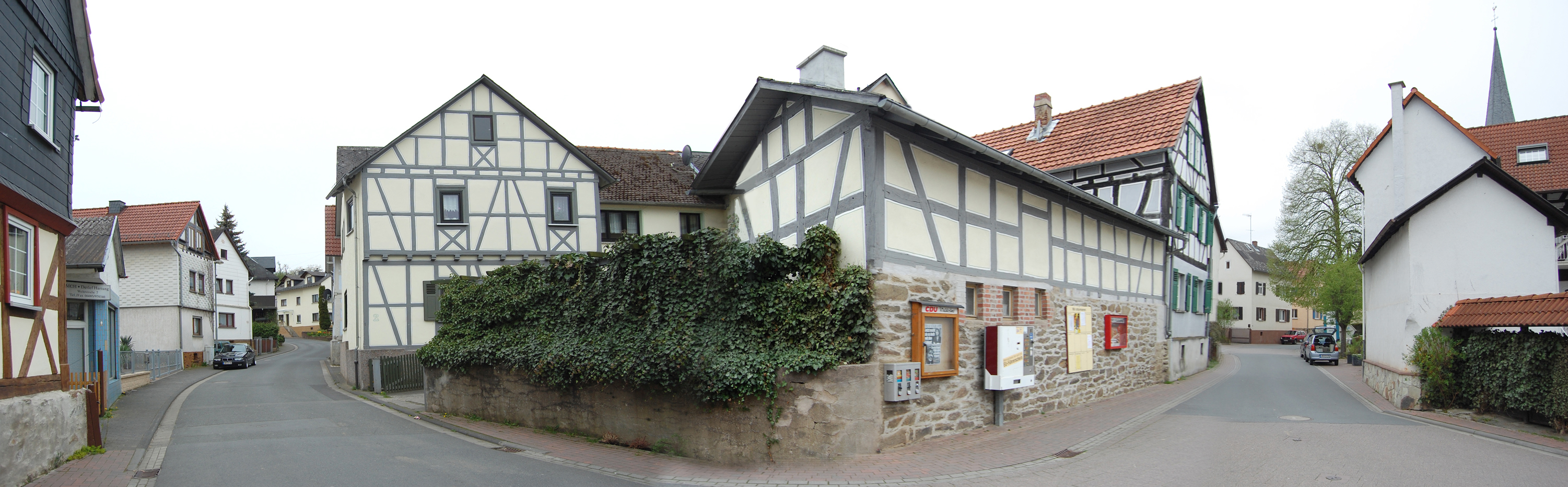
Solmser Straße Ecke Wehrstraße

Der Ort liegt im Solmsbachtal des östlichen Hintertaunus. Gleichzeitig befindet sich Kraftsolms im Naturpark Taunus. Die Ortschaft ist der nördlichste Ortsteil von Waldsolms und wird bis auf die Ostseite von dichten Wäldern umgeben. Höchste Erhebung bei Kraftsolms ist der Buhlenberg mit 363 Meter über NN.
Nachbarorte sind Möttau (westlich), Niederquembach (nordwestlich), Oberquembach (nördlich) und Kröffelbach (südöstlich).

## Geschichte

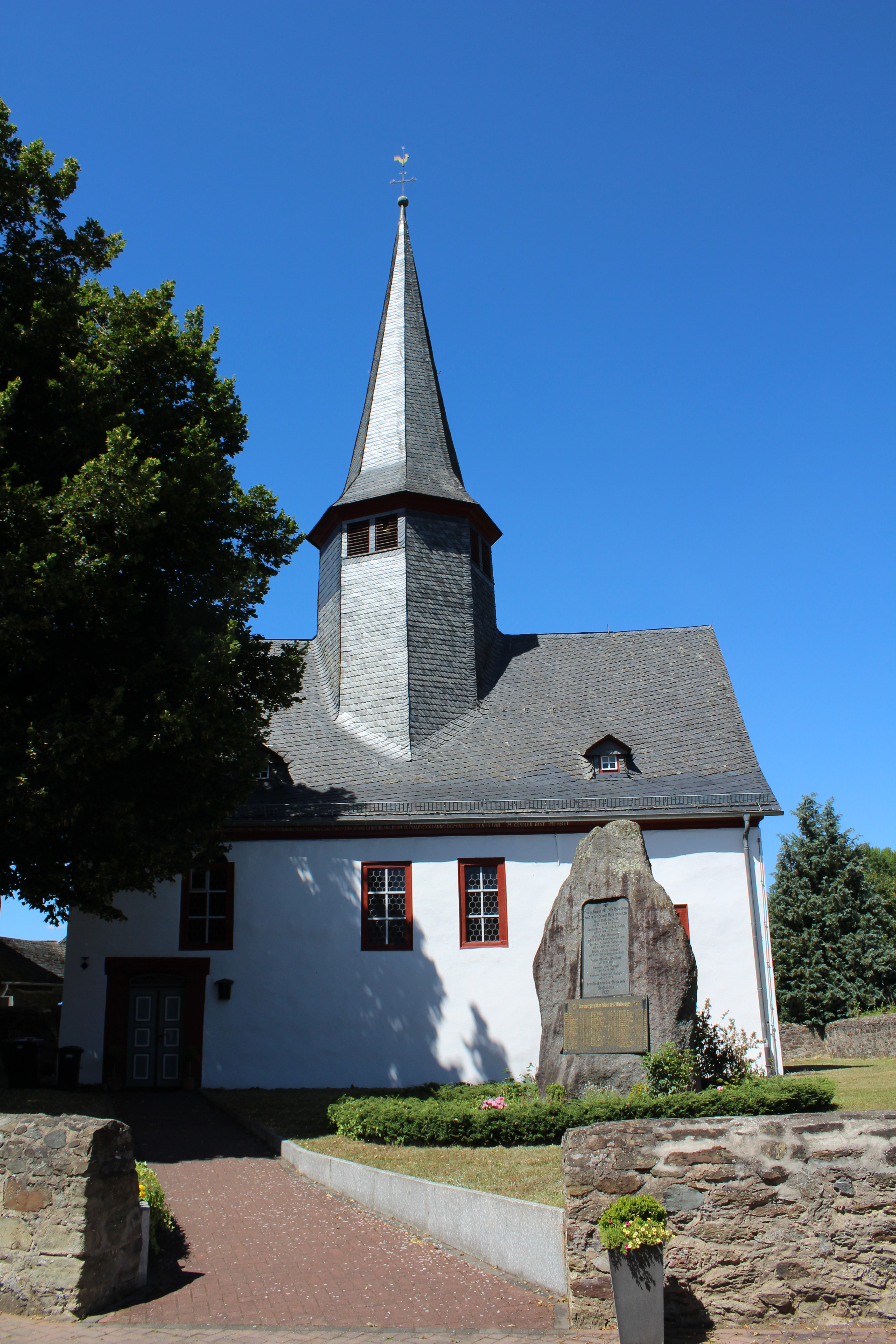
Evangelische Kirche

### Ortsgeschichte
Die Namensherkunft ist eindeutig vom Solmsbach herzuleiten, der auch Namenspatron der Grafen von Solms und mehrerer Anrainerorte ist. Erstmals wird das Dorf im Jahr 1319 als Craftsolmese erwähnt. Bereits 1395 hatte Kraftsolms eine eigene Kirche mit einer Filiale in Oberquembach und gehörte dem Quembacher Gericht an, das schließlich 1429 und 1462 an die Solmser Grafen überging.
Im Jahr 1440 wird eine Waldschmiede bei Kraftsolms erwähnt, die bereits lange besteht, und später auch eine Hochofenhütte (vor 1586). Die Verhüttung von Eisenerz blühte lange Zeit, begünstigt durch die Lage an der Hessenstraße.
Kraftsolms gehörte lange zum solmsischen Amt Braunfels und später zur preußischen Bürgermeisterei von Braunfels. Erst 1841 kam der Ort zur Bürgermeisterei Schöffengrund.
Hessische Gebietsreform (1970–1977)
Im Zuge der Gebietsreform in Hessen fusionierten zum 31. Dezember 1971 die bis dahin selbständigen Gemeinden Brandoberndorf, Griedelbach, Hasselborn, Kraftsolms, Kröffelbach und Weiperfelden freiwillig zur neuen Großgemeinde Waldsolms. Für die ehemals eigenständigen Gemeinden von Waldsolms wurde je ein Ortsbezirk gebildet.

### Verwaltungsgeschichte im Überblick
Die folgende Liste zeigt die Staaten und Verwaltungseinheiten, denen Kraftsolms angehört(e):
- vor 1806: Heiliges Römisches Reich, Fürstentum Solms-Braunfels, Anteil der Grafschaft Solms, Amt Braunfels
- ab 1806: Herzogtum Nassau,[Anm. 2] Amt Braunfels[Anm. 3]
- ab 1816: Königreich Preußen,[Anm. 4] Provinz Großherzogtum Niederrhein, Regierungsbezirk Koblenz, Kreis Braunfels[7]
- ab 1822: Königreich Preußen, Rheinprovinz, Regierungsbezirk Koblenz, Kreis Wetzlar[Anm. 5]
- ab 1866: Norddeutscher Bund, Königreich Preußen, Rheinprovinz, Regierungsbezirk Koblenz, Kreis Wetzlar
- ab 1871: Deutsches Reich, Königreich Preußen, Rheinprovinz, Regierungsbezirk Koblenz, Kreis Wetzlar
- ab 1918: Deutsches Reich, Freistaat Preußen, Rheinprovinz, Regierungsbezirk Koblenz, Kreis Wetzlar
- ab 1932: Deutsches Reich, Freistaat Preußen, Provinz Hessen-Nassau, Regierungsbezirk Wiesbaden, Kreis Wetzlar
- ab 1944: Deutsches Reich, Freistaat Preußen, Provinz Nassau, Kreis Wetzlar
- ab 1945: Deutsches Reich, Amerikanische Besatzungszone,[Anm. 6] Groß-Hessen, Regierungsbezirk Wiesbaden, Kreis Wetzlar
- ab 1946: Deutsches Reich, Amerikanische Besatzungszone, Hessen, Regierungsbezirk Wiesbaden, Kreis Wetzlar
- ab 1949: Bundesrepublik Deutschland, Hessen, Regierungsbezirk Wiesbaden, Kreis Wetzlar
- ab 1968: Bundesrepublik Deutschland, Hessen, Regierungsbezirk Darmstadt, Kreis Wetzlar
- ab 1972: Bundesrepublik Deutschland, Hessen, Regierungsbezirk Darmstadt, Kreis Wetzlar, Gemeinde Waldsolms
- ab 1977: Bundesrepublik Deutschland, Hessen, Regierungsbezirk Darmstadt, Lahn-Dill-Kreis, Gemeinde Waldsolms
- ab 1981: Bundesrepublik Deutschland, Hessen, Regierungsbezirk Gießen, Lahn-Dill-Kreis, Gemeinde Waldsolms

## Bevölkerung

### Einwohnerstruktur 2011
Nach den Erhebungen des Zensus 2011 lebten am Stichtag dem 9. Mai 2011 in Kraftsolms 840 Einwohner. Darunter waren 24 (2,9 %) Ausländer.
Nach dem Lebensalter waren 141 Einwohner unter 18 Jahren, 324 zwischen 18 und 49, 195 zwischen 50 und 64 und 180 Einwohner waren älter.
Die Einwohner lebten in 396 Haushalten. Davon waren 96 Singlehaushalte, 114 Paare ohne Kinder und 117 Paare mit Kindern, sowie 36 Alleinerziehende und 6 Wohngemeinschaften. In 75 Haushalten lebten ausschließlich Senioren und in 234 Haushaltungen lebten keine Senioren.

### Einwohnerentwicklung
| Kraftsolms: Einwohnerzahlen von 1834 bis 2011 | Kraftsolms: Einwohnerzahlen von 1834 bis 2011 | Kraftsolms: Einwohnerzahlen von 1834 bis 2011 | Kraftsolms: Einwohnerzahlen von 1834 bis 2011 | Kraftsolms: Einwohnerzahlen von 1834 bis 2011 |
| --- | --------------------------------------------- | --------------------------------------------- | --------------------------------------------- | --------------------------------------------- |
| Jahr |                                               |                                               |                                               | Einwohner                                     |
| 1834 | 1834                                          |                                               | 367                                           | 367                                           |
| 1840 | 1840                                          |                                               | 421                                           | 421                                           |
| 1846 | 1846                                          |                                               | 457                                           | 457                                           |
| 1852 | 1852                                          |                                               | 443                                           | 443                                           |
| 1858 | 1858                                          |                                               | 409                                           | 409                                           |
| 1864 | 1864                                          |                                               | 435                                           | 435                                           |
| 1871 | 1871                                          |                                               | 426                                           | 426                                           |
| 1875 | 1875                                          |                                               | 438                                           | 438                                           |
| 1885 | 1885                                          |                                               | 443                                           | 443                                           |
| 1895 | 1895                                          |                                               | 430                                           | 430                                           |
| 1905 | 1905                                          |                                               | 418                                           | 418                                           |
| 1910 | 1910                                          |                                               | 457                                           | 457                                           |
| 1925 | 1925                                          |                                               | 494                                           | 494                                           |
| 1939 | 1939                                          |                                               | 560                                           | 560                                           |
| 1946 | 1946                                          |                                               | 735                                           | 735                                           |
| 1950 | 1950                                          |                                               | 781                                           | 781                                           |
| 1956 | 1956                                          |                                               | 756                                           | 756                                           |
| 1961 | 1961                                          |                                               | 769                                           | 769                                           |
| 1967 | 1967                                          |                                               | 786                                           | 786                                           |
| 1971 | 1971                                          |                                               | 854                                           | 854                                           |
| 1980 | 1980                                          |                                               | ?                                             | ?                                             |
| 1990 | 1990                                          |                                               | ?                                             | ?                                             |
| 2000 | 2000                                          |                                               | ?                                             | ?                                             |
| 2011 | 2011                                          |                                               | 840                                           | 840                                           |
| Datenquelle: Historisches Gemeindeverzeichnis für Hessen: Die Bevölkerung der Gemeinden 1834 bis 1967. Wiesbaden: Hessisches Statistisches Landesamt, 1968. Weitere Quellen: LAGIS; Zensus 2011 |                                               |                                               |                                               |                                               |

### Historische Religionszugehörigkeit
| • 1834: | 367 evangelische Einwohner, 10 Mennoniten und 29 Juden             |
| • 1961: | 667 evangelische (= 86,74 %), 83 katholische (= 10,79 %) Einwohner |

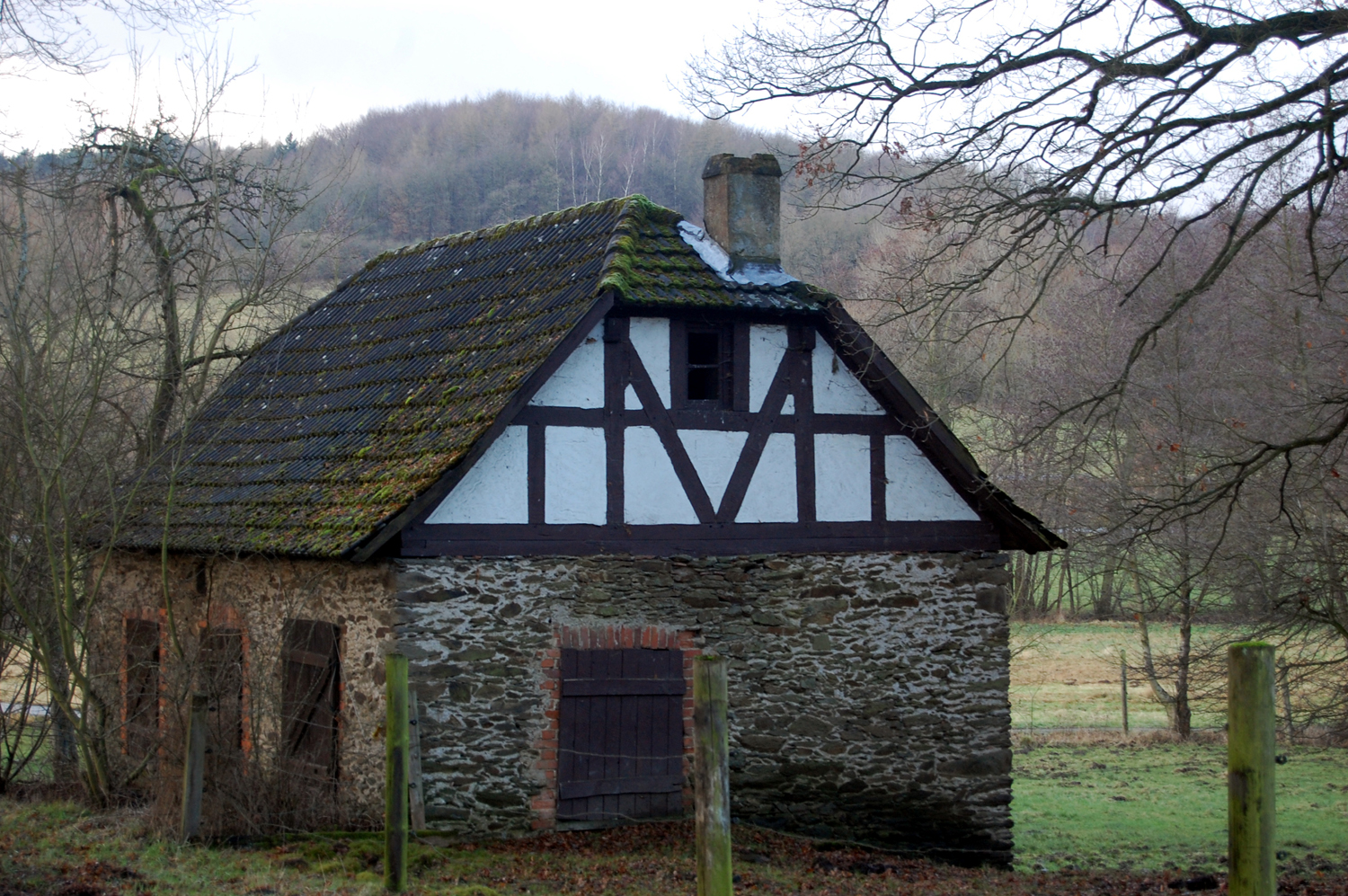
Historisches Backhaus des Schmiedenhof in Kraftsolms
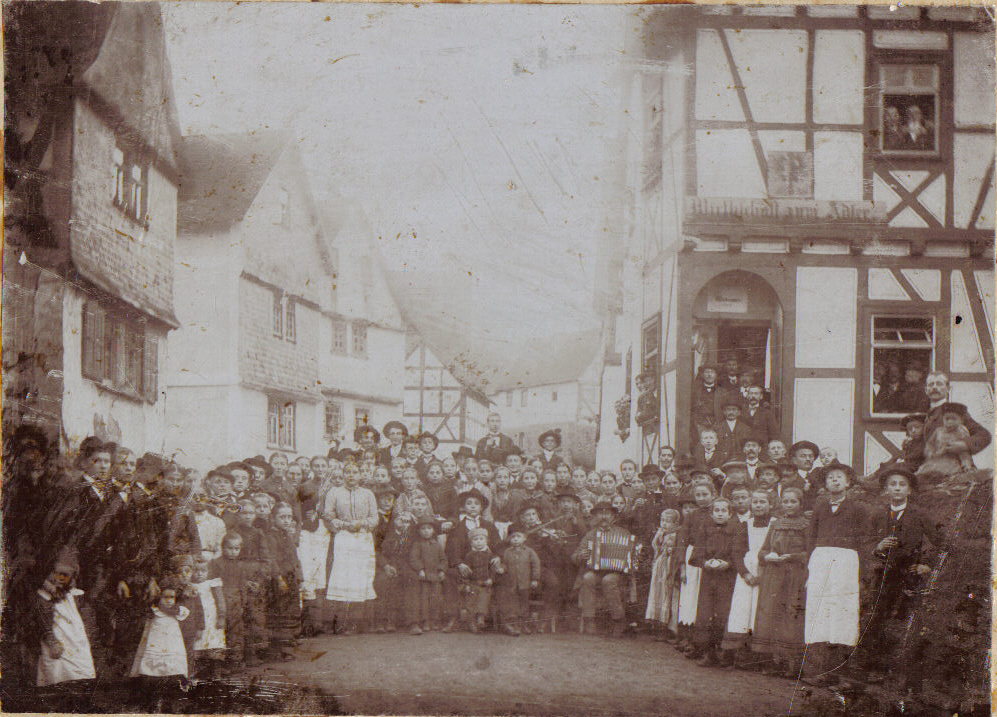
Historisches Kirmesfoto, Dorfbewohner vor der ehemaligen Wirtschaft zum Adler, Wehrstraße 2
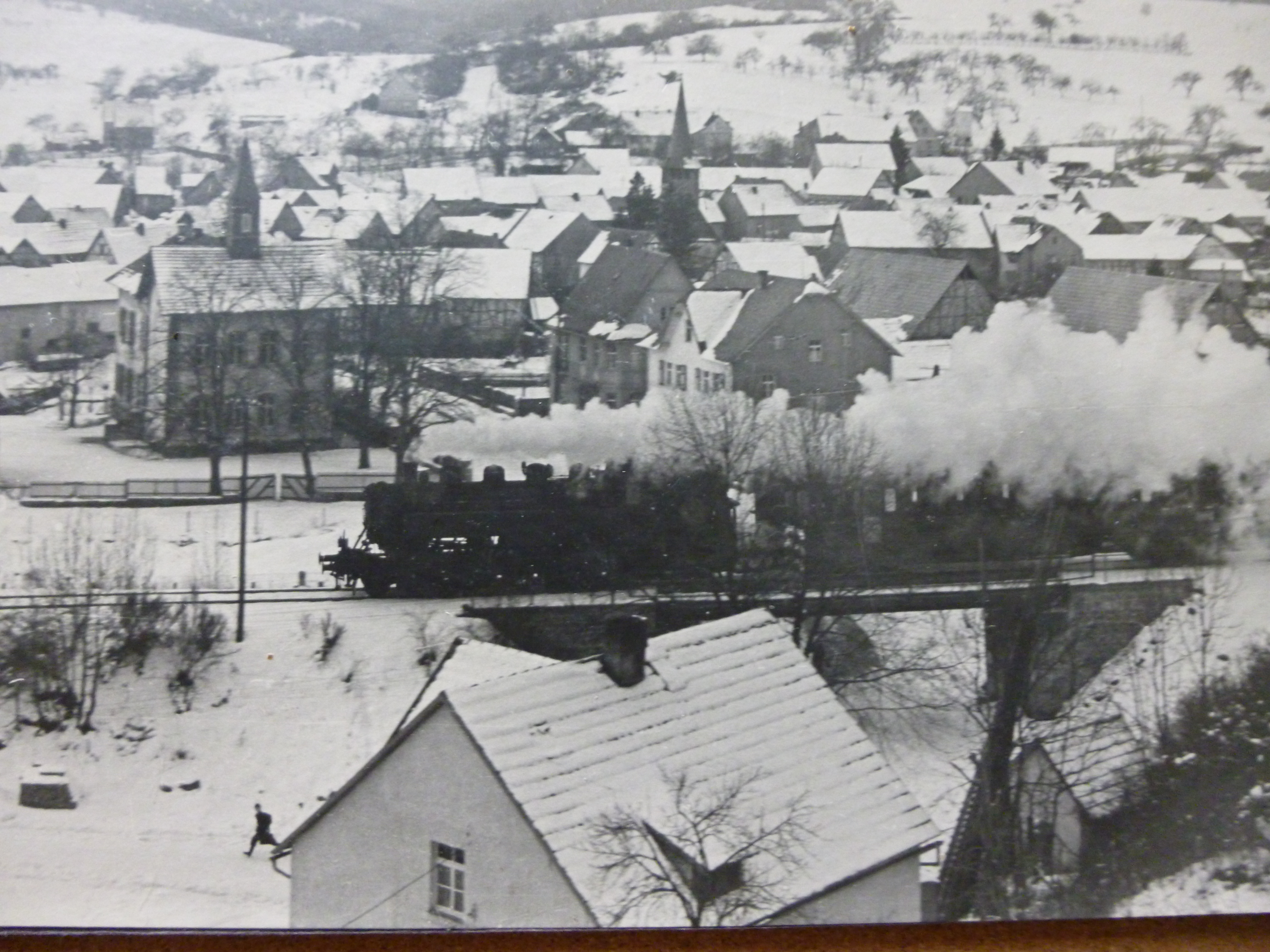
Kraftsolms 1950
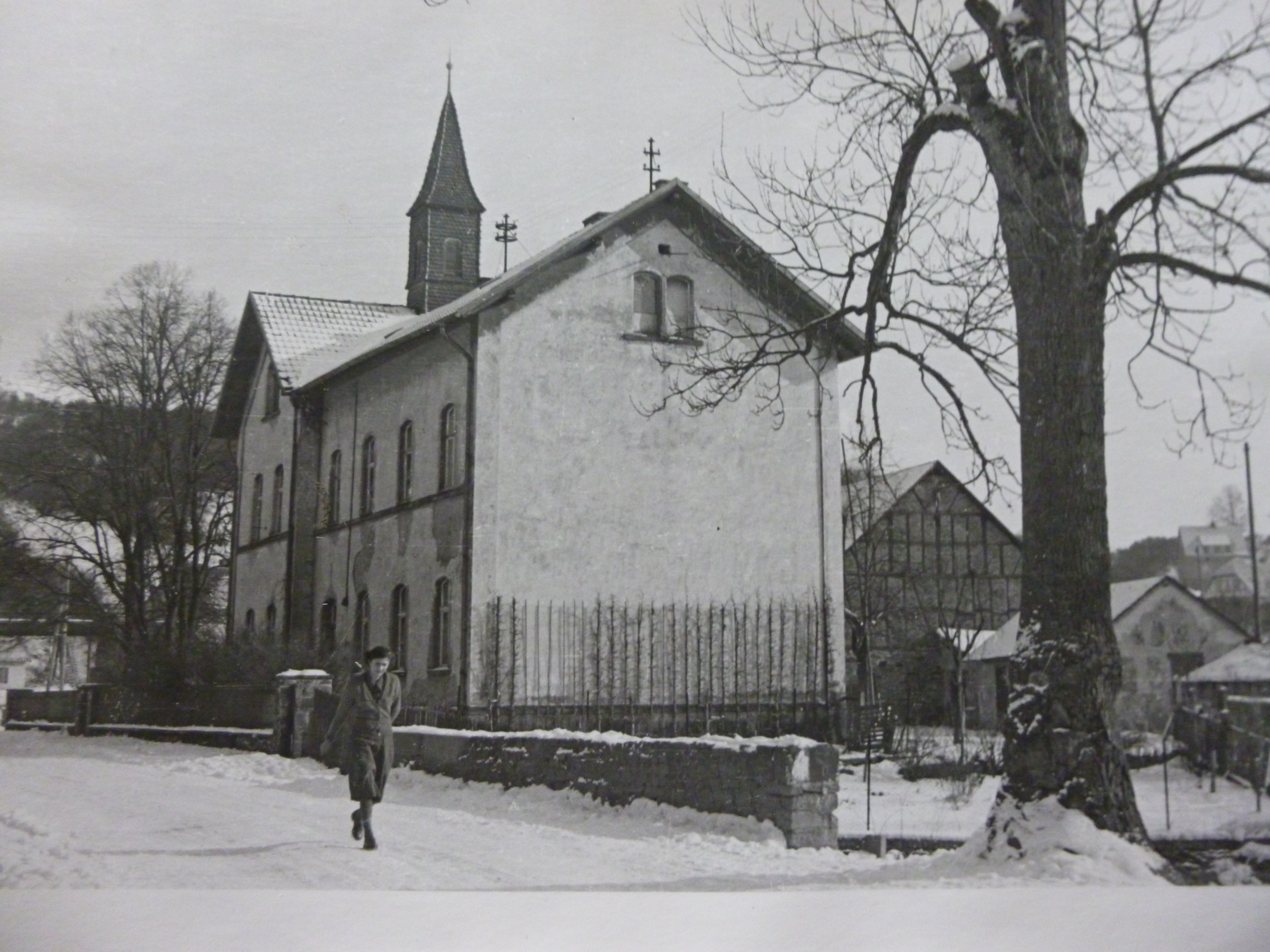
Alte Schule in Kraftsolms 1952

## Politik
Für Kraftsolms besteht ein Ortsbezirk (Gebiete der ehemaligen Gemeinde Kraftsolms) mit Ortsbeirat und Ortsvorsteher nach der Hessischen Gemeindeordnung.
Der Ortsbeirat besteht aus fünf Mitgliedern. Bei den Kommunalwahlen in Hessen 2021 betrug die Wahlbeteiligung zum Ortsbeirat 54,01 %. Dabei wurden gewählt: drei Mitglieder der SPD zwei Mitglieder der CDU und ein Mitglied der „Freien Wählergemeinschaft“ (FWG). Der Ortsbeirat wählte Michael Schlott (CDU) zum Ortsvorsteher.

## Kulturdenkmäler

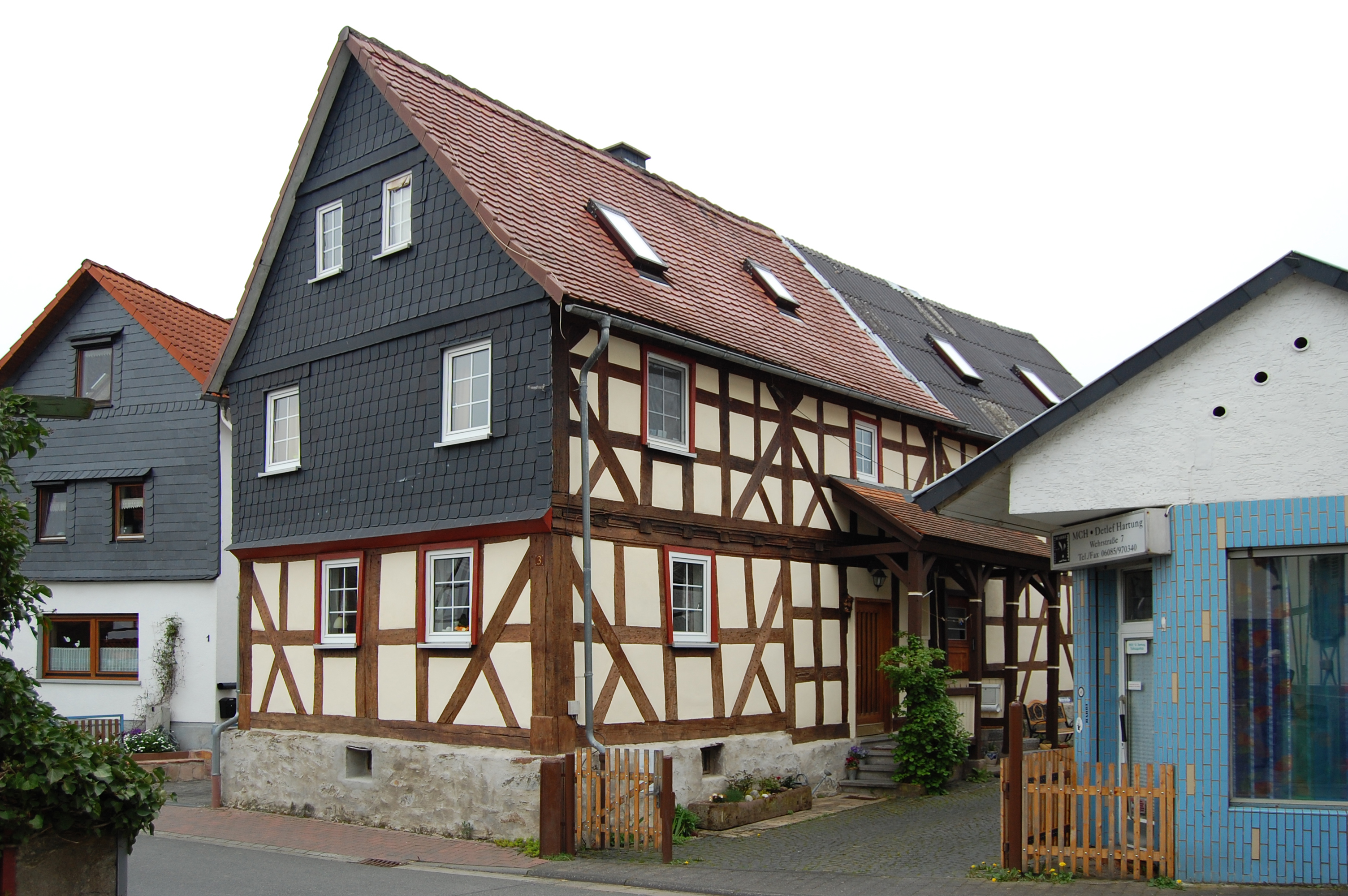
Fachwerk-Einzeldenkmal, Wehrstraße 3, bis 1991 Dorfmetzgerei Guterding

## Verkehr und Infrastruktur
Durch den Ort führt entlang des Solmsbachtales die L 3053 aus Richtung Braunfels-Neukirchen kommend über Brandoberndorf nach Butzbach. Außerdem verläuft die L 3054 von Möttau, wo sie von der Bundesstraße 456 abzweigt, nach Schöffengrund und Hüttenberg.
Von 1912 bis 1985 hatte Kraftsolms auch einen Haltepunkt an der Bahnstrecke Friedrichsdorf–Albshausen, die in diesem Abschnitt jedoch mittlerweile demontiert wurde.
Kraftsolms besitzt eine Freiwillige Feuerwehr, ein Ortsgericht und ein Dorfgemeinschaftshaus.
Die Buslinien 160 und 171 verbinden Kraftsolms mit Brandoberndorf, Schöffengrund-Schwalbach und Braunfels.